# Mý Cephei

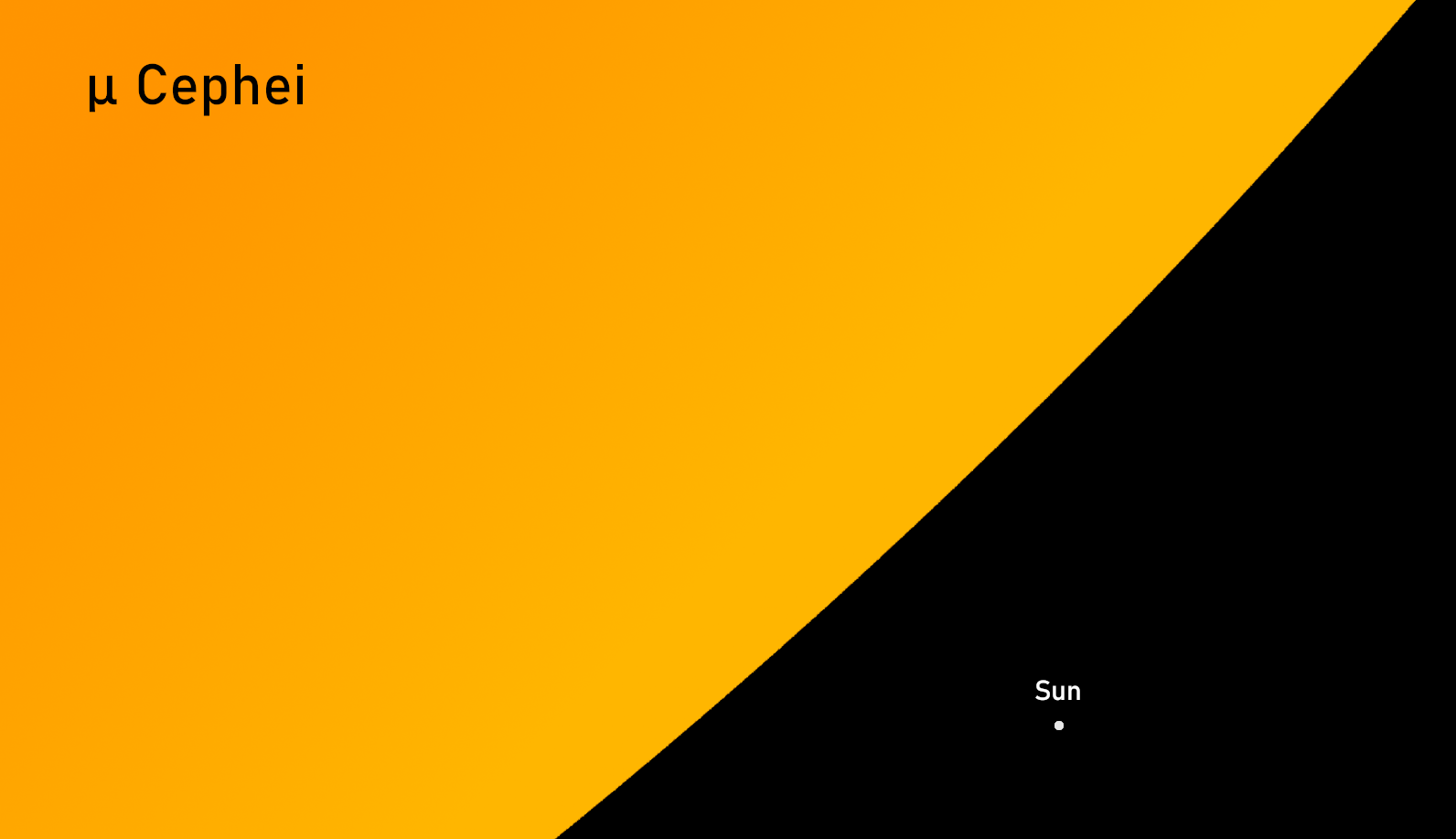
Porovnání Mý Cephei se Sluncem

Mý Cephei (μ Cephei, μ Cep, Mý Cep), je mimořádně jasný červený veleobr (příp. hyperobr) v souhvězdí Cefea. Díky svému výraznému červenému zbarvení patří mezi nepřehlédnutelné objekty na severní obloze. Jde rovněž o polopravidelnou proměnnou hvězdu, jejíž jasnost se mění zhruba mezi 3,4 a 5,1 mag. V roce 2024 Mezinárodní astronomická unie a její pracovní skupina WGSN přidělila hvězdě μ Cephei jméno Granátová hvězda.

## Historie názvů

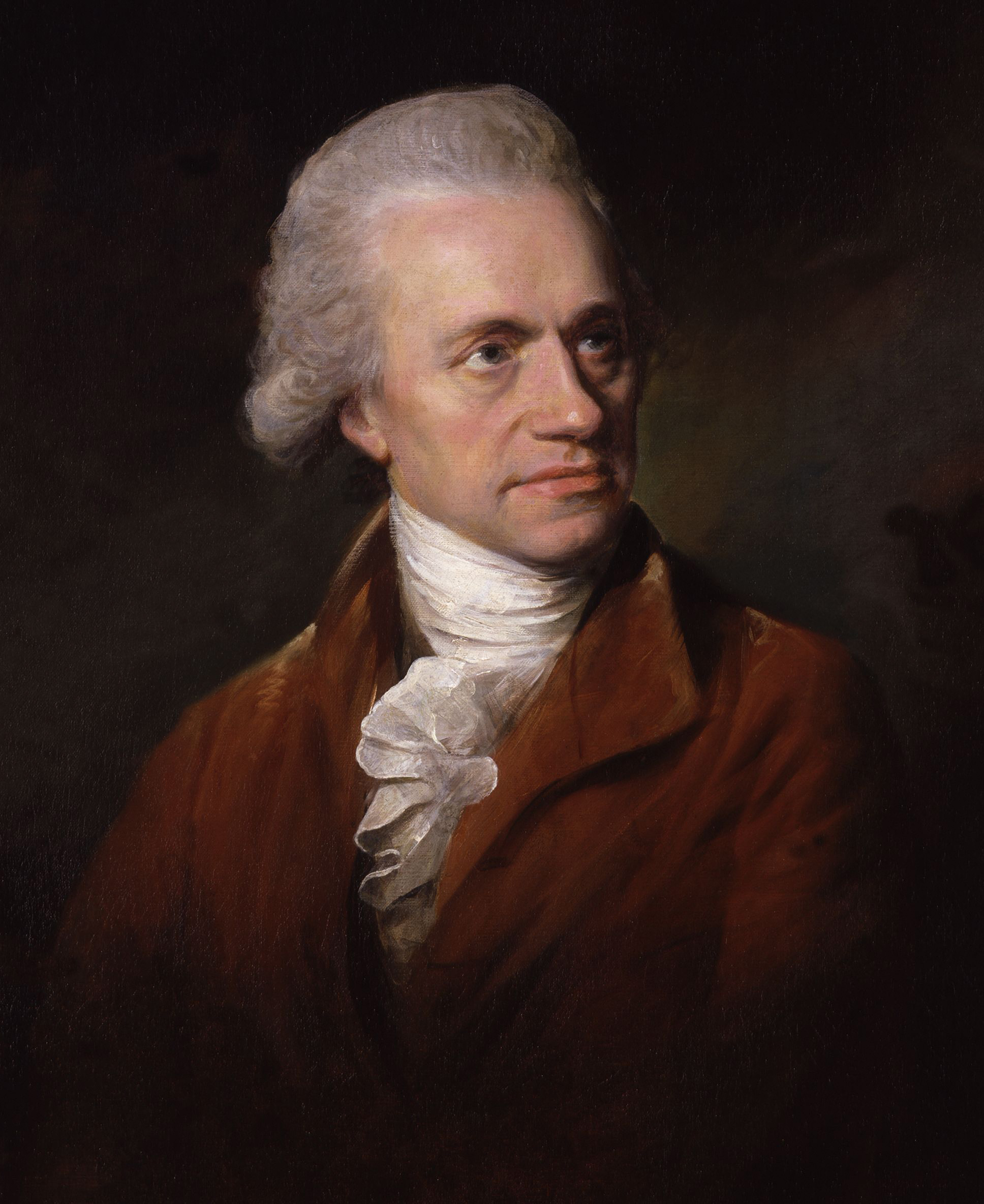
Portrét Williama Herschela

Sytě červenou barvu hvězdy zaznamenal již William Herschel na konci 18. století, když ji popsal jako „velmi jemnou hlubokou granátovou barvu“. Odtud se vžil název „Herschelova granátová hvězda“. V literatuře se někdy objevuje i označení „Erakis“, jež nejspíš vzniklo záměnou za jméno hvězdy Alrakis (al-Rāqis). Giuseppe Piazzi ji ve svém katalogu nazval „Garnet Sidus“ (Granátová hvězda).

## Fyzikální vlastnosti
Mý Cephei je chladný červený veleobr* (dle některých autorů až hyperobr) spektrálního zařazení M2-Ia.
- Teplota: asi 3 550–3 800 K.
- Svítivost: pohybuje se v rozmezí 135 000–340 000 násobku sluneční (studie uvádějí také ~270 000 L_⊙).[6]
- Poloměr: dle různých metod a modelů ~700 až 1400 R_⊙.[7][8] Pokud by nahradila Slunce ve Sluneční soustavě, její povrch by sahal až mezi oběžné dráhy Jupiteru a Saturnu.

## Hmotnost a vývoj
Hmotnost se odhaduje zhruba na 15–25 M_⊙. Hvězda je ve velmi pokročilém vývoji (pravděpodobně již spaluje helium). V budoucnu se může přesunout mezi modré veleobry nebo Wolfovy–Rayetovy hvězdy a svůj život zakončí jako supernova typu II, po které zůstane neutronová hvězda či černá díra.

## Variabilita

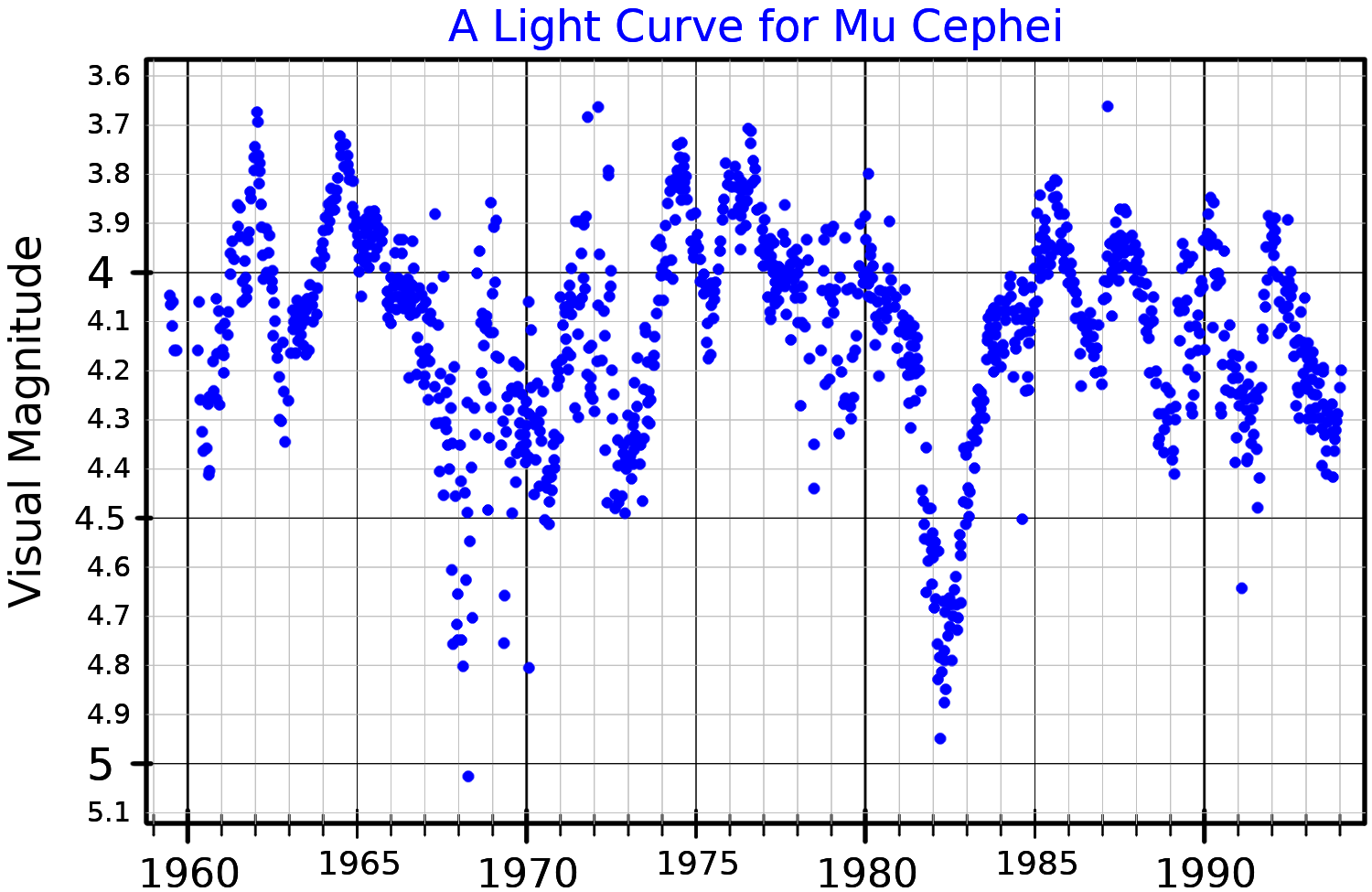
Světelná křivka Mý Cephei

Mý Cephei je polopravidelnou proměnnou (SRc). Její jasnost se mění mezi 3,4 a 5,1 magnitudy, přičemž bývají pozorovány různé pulzační cykly s periodou kolem 860 dní a také dlouhodobá (~4400 dní). Nepravidelnost je způsobena dynamickými změnami v obálce hvězdy.

## Vzdálenost
Určení přesné vzdálenosti k Mý Cephei je obtížné.  Hipparcos naměřil paralaxu 0,55±0,20 mas, tj. zhruba 2100–3060 ly. Další analýzy (porovnání s Betelgeuze) naznačují 1800–2400 ly.  Studie Montargès (2019) a re-analýza dat Gaia DR2 uvádějí 641–940 pc (tj. ~2100–3060 ly).

## Vnější obálka
Mý Cephei je obklopena rozsáhlým oblakem plynu a prachu, vyvrženého silným hvězdným větrem. Materiál se rozpíná rychlostí kolem 10 km/s a může mít tvar toru. Spektra v infračerveném pásmu (např. dalekohled IRTF, Herschel) potvrdila přítomnost molekul (CO, H_2O, SiO) ve větších vzdálenostech od fotosféry.

## Budoucnost
Vzhledem k vysoké hmotnosti a pokročilému stadiu se očekává, že Mý Cephei zakončí svůj vývoj supernovou typu II. Zbytkem bude neutronová hvězda nebo, pokud hmotnost jádra překročí kritický limit, černá díra. Pokud před kolapsem ztratí další hmotu a stane se Wolfovou–Rayetovou hvězdou, může následná exploze spadat do kategorie supernov typu Ibc.